# ねじ式

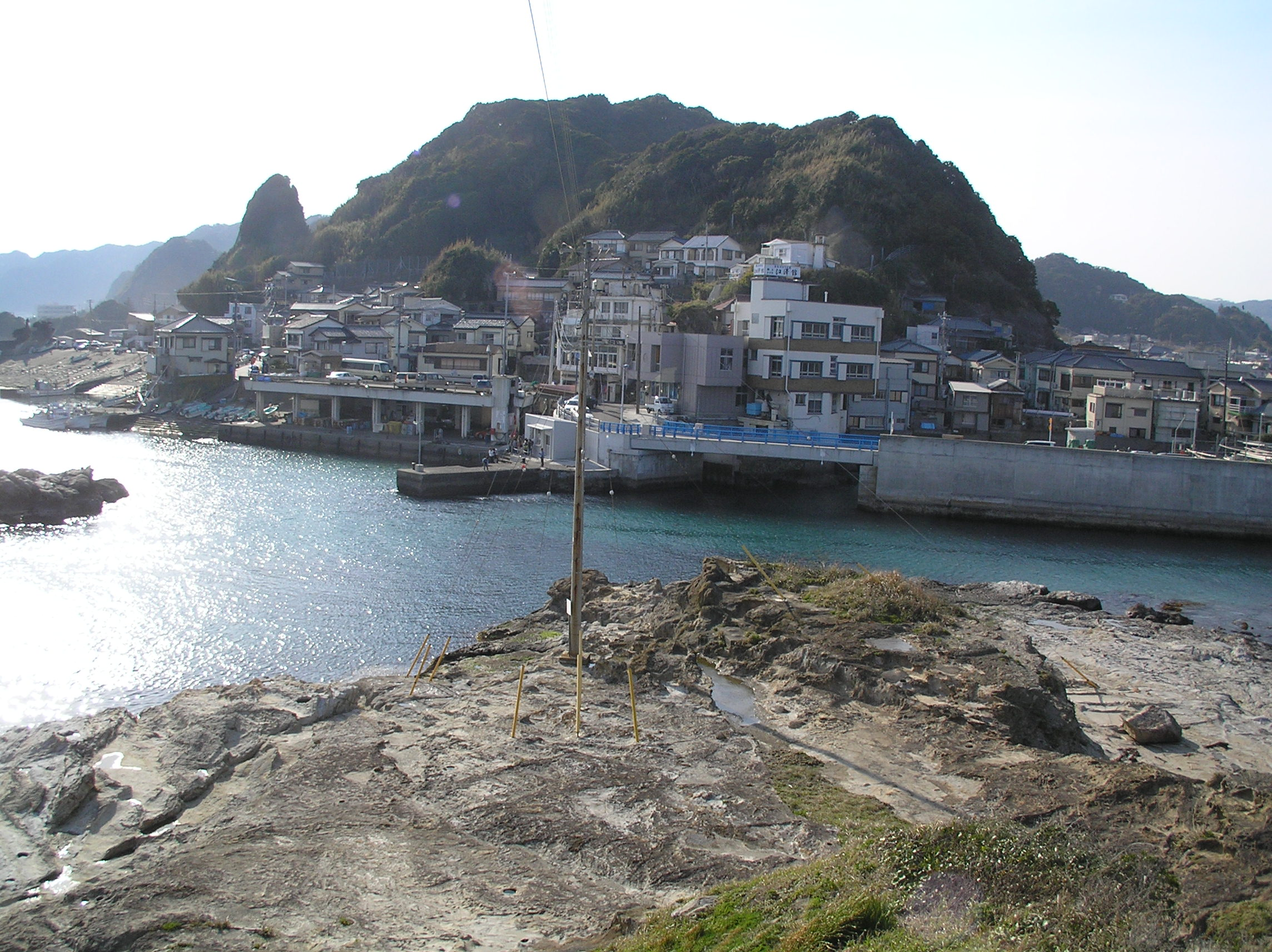
作品の舞台になった太海漁港（千葉県）

『ねじ式』（ねじしき）は、1968年6月10日に刊行された『月刊漫画ガロ』6月増刊号「つげ義春特集」にて掲載された、つげ義春による2色印刷の漫画作品。千葉県の太海を旅行した経験が元になっているが、作風は前衛的でシュールである。短編の多いつげ義春の作品の中でも特に有名で、つげを代表する作品として作品集の表題作ともなっている。日本の漫画界だけにとどまらず、多くの分野に多大な影響を与えた。

## 概要

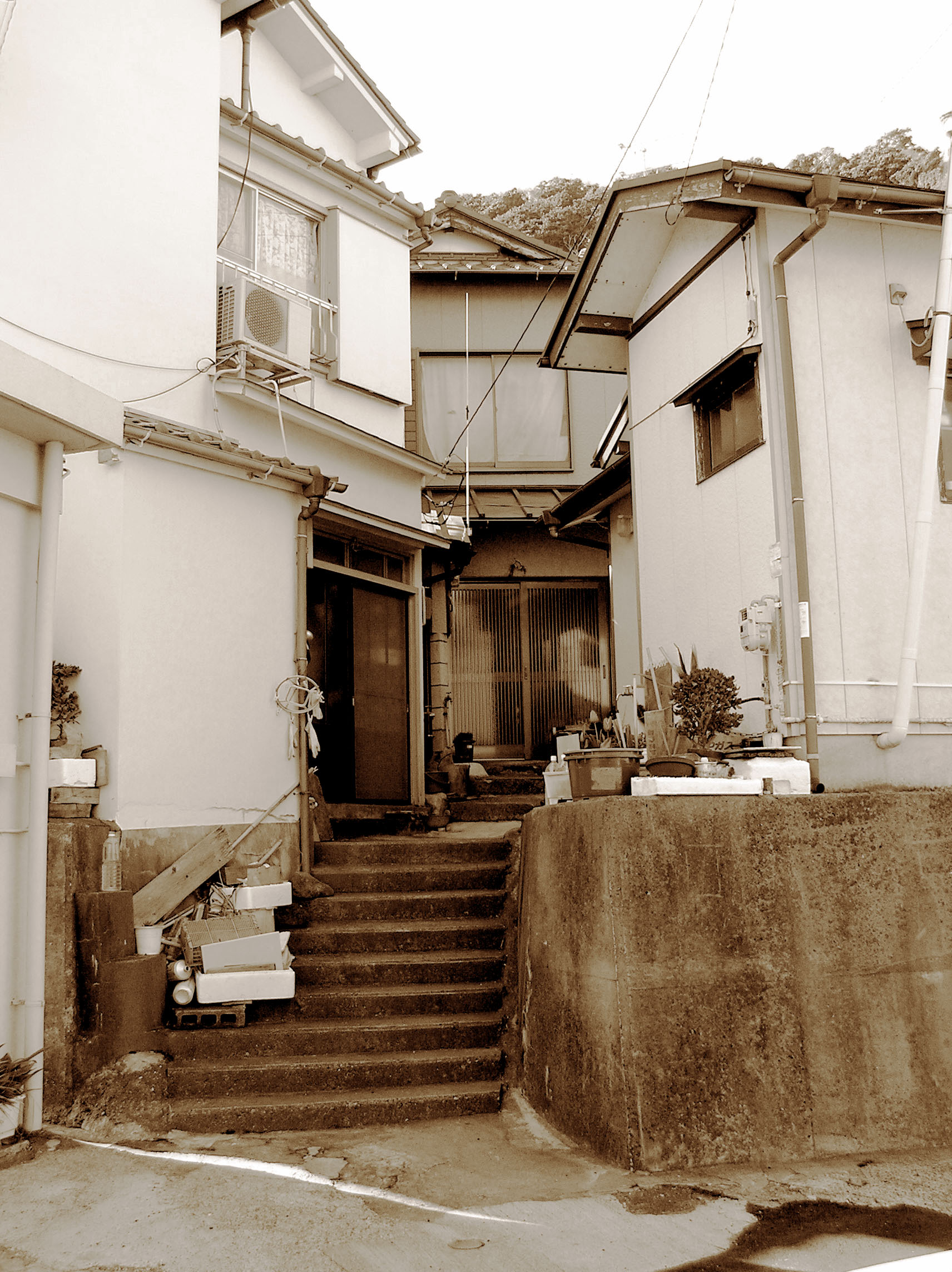
機関車が民家の合間から飛び出してくるシーンに描かれた千葉県太海漁港近くの民家。

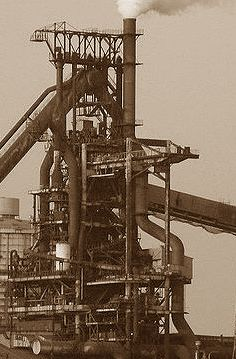
金太郎飴ビルはつげが少年時代をメッキ工として過ごした工場群の建物がイメージされている。

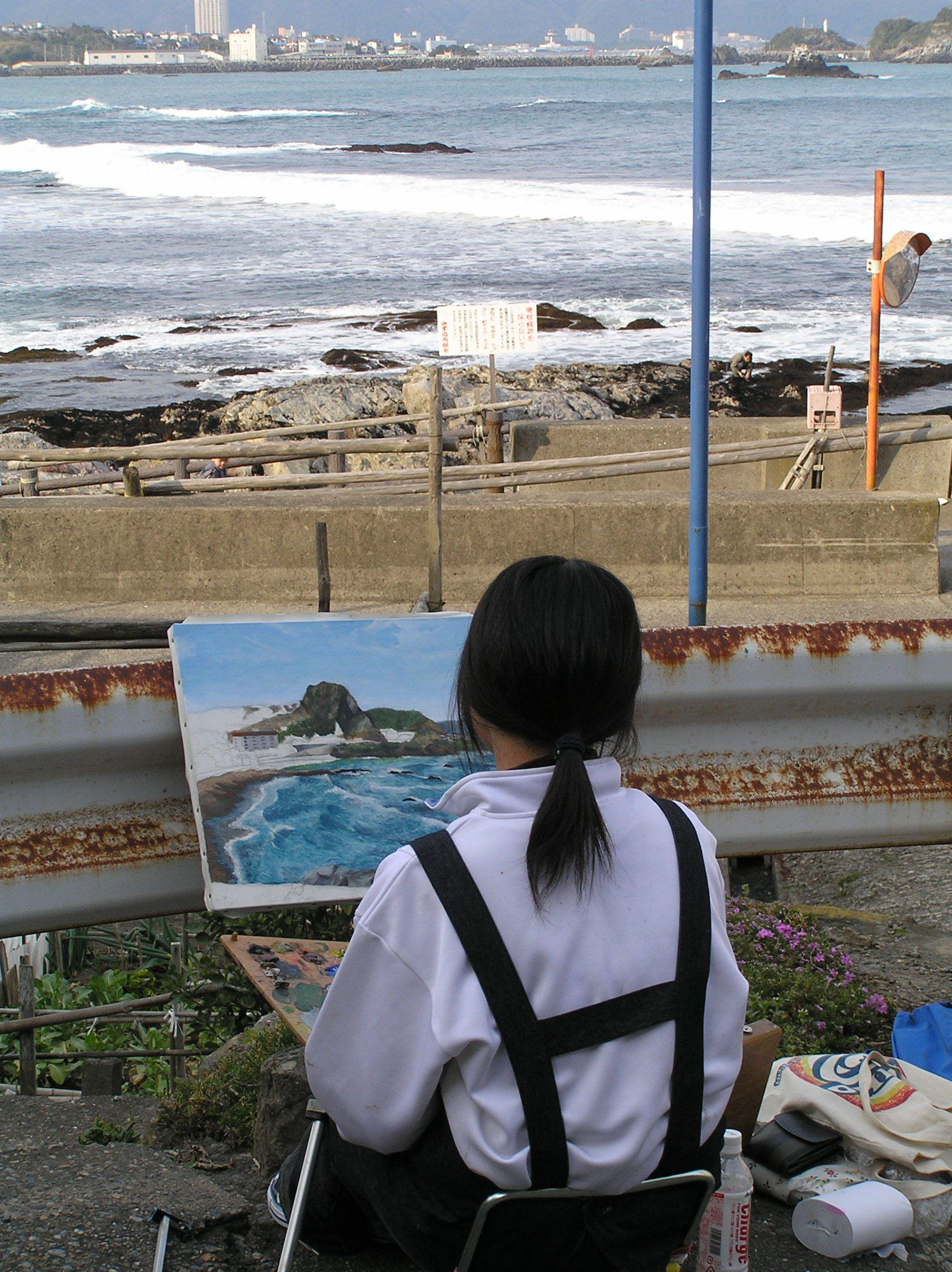
千葉県鴨川市 太海海岸

海岸でメメクラゲに左腕を噛まれ静脈を切断された主人公の少年が、死の恐怖に苛まれ「イシャはどこだ!」と叫びながら医者を求めて漁村らしき奇怪な町を放浪し、不条理な目に遇いながらも、ついには必要とした女医（産婦人科医）に出会い〇×方式を応用した「シリツ」（手術）を受けることができ、事なきを得るという話である。
つげが水木しげるの仕事を手伝っていた頃に下宿していたラーメン屋の屋上で見た夢が元になっており、つげ自身は「ラーメン屋の屋根の上で見た夢。原稿の締め切りが迫りヤケクソになって書いた」と語っているが、夢をそのまま描いたものではなく、ほとんどは創作である。実際はこうしたシュールなものを描きたいという構想はかなり以前からつげの中にあったものの、それまでの漫画界においては、あまりにも斬新であるため、発表する機会が得られなかった。直前までのつげは、一連の「旅もの」で人気を博していた。しかし、原稿に締め切りが迫りネタに尽きたつげは、それまでに構想にあったこの作品を思い切って発表した。完成までには3か月を要している。『ガロ』という自由な表現の場を得たことがこの作品を世に出す原動力となった。
1968年6月頃には『もっきり屋の少女』を描き上げ『ガロ』8月号に発表したが、9月には自分の存在意義を理解できず、精神衰弱に苛まれ、2、3度文通を交わしただけの看護師の女性と結婚するつもりで九州への蒸発を決意したが、10日で帰京。翌、1969年には状況劇場の女優藤原マキと知り合う。
タイトルの『ねじ式』は、シリツの際、治療のため女医によって取り付けられた血管を接続するためのバルブねじからきている。女医自身はこの治療法を『○×方式』と呼び、少年に決してそのネジを締めることのないよう注意する。ラストシーンのモーターボートが走るシーンは未完の作品「湖畔の風景」から流用している（『つげ義春漫画術』下巻）が、さらに元になった写真作品（「日本カメラ」1963年7月号掲載、北井三郎写真「しぶきとかぜ」）があることも判明している。

## あらすじ
主人公の「ぼく」はたまたま泳ぎに来た海で「メメクラゲ」に左腕を噛まれてしまった。「ぼく」の静脈は切断されむき出しになっており、常に手で繋ぎ止めていないと血があふれ出してしまう。
死の恐怖におびえながら、「ぼく」は近くの漁村で医者を見つけようとする。しかし、出会う人からはことごとく無視されたりおちょくられたりするばかりで、必死に訴えてもまともに取り合ってもらえない。
仕方なく隣村まで「ぼく」は線路の上を伝って歩いていく。すると、その線路の向こうから機関車がやって来た。「ぼく」が乗せてほしいと頼むと、運転手である狐のお面をかぶった少年は「どうぞ」と迎え入れてくれた。
「ぼく」は機関車に乗り込むが、隣村とは逆方向に走っていることに気づく。運転手から「目を閉じれば後ろに走っている気持ちになるはずだ」と諭され、外の風鈴の音に癒やされながら目を閉じる。しかし、機関車が辿り着いた先は元の漁村だった。
時間を浪費したと感じた「ぼく」は、徹底的もとい「テッテ的」に村を歩き回り医者を探すが、どこに行っても目医者しか見つからない。
近くの老婆に聞くと、「金太郎飴ビル」というビルにある女医を紹介してくれた。そこで、「ぼく」はこのビルが金太郎飴の製法でできていると推察し、それは自分の「おッ母さん」も考えていたことを思い出す。「ぼく」は目の前の老婆が「生まれる前のおッ母さん」ではないかと疑い詰め寄る。「これには深い訳がある」「それには金太郎飴の製法から説明しなければならないが、それはできない」と泣き出したので、「ぼく」はそれ以上は聞かなかった。二人は金太郎飴をポキンポキンと折りながらしばし交流し、別れを告げる。
ビルに入りながら、「ぼく」は死をそれほど恐れなくてもよかったことを悟る。ビルにいた女医からは「ここは婦人科で男の来る場所ではない」と言われるが引き下がらなかった。すると女医は急に裸になり、「ぼく」と一緒に布団にくるまり「シリツ」（手術）を始めてしまう。
麻酔もなく「シリツ」をすることに「ぼく」は憔悴するが、いつの間にか成功する。血管は取っ手のついた「ねじ」で止められており、これは「○×方式」を応用した手法だという。女医からはねじを締めると血が止まることを警告される。「ぼく」はモーターボートに乗って満足げに左腕を眺めながら漁村を去るのだった。

## 作品の舞台
作品の舞台となった漁村は、エッセイ集『つげ義春とぼく』の中でつげ自身によって、千葉県の太海（太海漁港）を想定して描いたとされているが、後に『つげ義春漫画術（下巻）』での権藤晋とのインタビューの中では、作品全体は太海だけを想定して描いたのではないと否定している。しかし、作中で主人公の少年がキツネの面を付けた少年の運転する蒸気機関車によって連れ戻される終着の「もとの村」に描かれた民家の建て込んだ場面の絵に、ほぼ同一の場所が太海漁港のすぐそばに今も見つけることができる。ほかにも少年がイシャを求めて、彷徨い歩く漁村によく似た軒の低い家屋や小屋が建ち並ぶ海岸沿いの場所などが各所に散見される。
また作中、少年が「イシャはどこだ」と叫ぶコマに登場するレンチ（両口スパナ）を持った中年の男は『定本木村伊兵衛』に全く同じ構図の写真が見られ、アイヌ人の教育者・知里高央がモデルであることが知られている。

## 時代背景

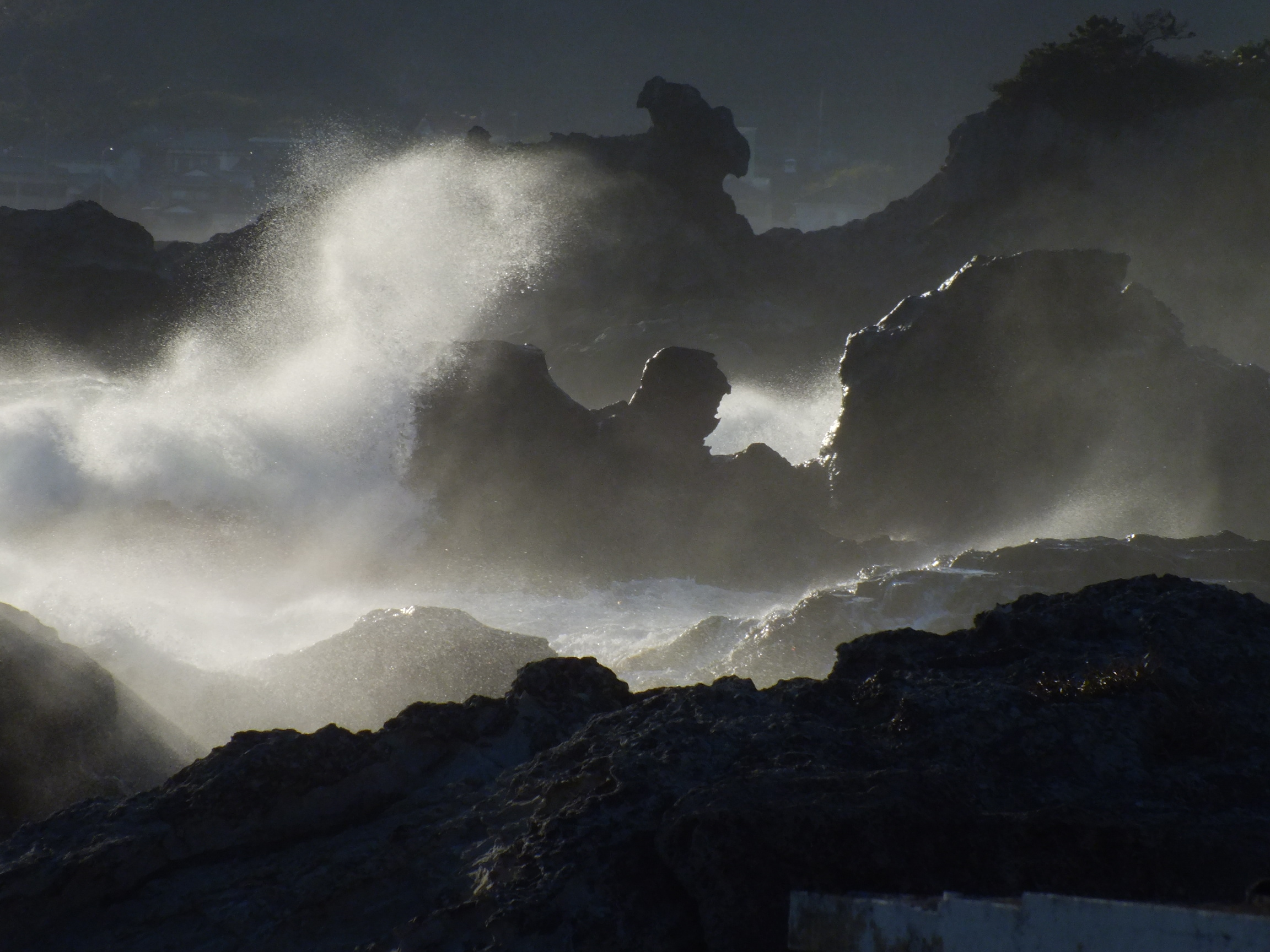
『ねじ式』の舞台となった太海浜。

発表当時、時代は全共闘紛争のちょうど前夜。劇画ブームも手伝い、大学生や社会人も漫画を読むようになった時代であり、そうした世相を反映しアングラ芸術のタッチも取り入れたシュールな作風と常軌を逸した展開は漫画界以外でも大いに話題となり、フロイト流の精神分析による評論まで試みられたが、つげ自身はそうした解釈には反発を感じており、全く当たっていないと一蹴している。作風がシュールであるために深読みされ、作者の深層が全部出ていると誤解されやすく、「創作の意味が分からない初期の作品では垂れ流し的に描くから自身の内面が表れやすいが、何年も描いていると作品としての構成を考え、セリフひとつにも自覚して描いているため、自身の内面が出ることは少ない」とつげ自身は述懐している。また、『アサヒグラフ』（朝日新聞社 1969年2月14日号“不条理”なマンガ家 つげ義春）で、この作品にコメントし「時間・空間と全く関係のない世界―それは死の世界じゃないんだけど―それを自分のものにできたらと思っている。『ねじ式』ではそうした恍惚と恐怖の世界・異空間の世界がいくらか出ていると思う」と述べている。

## 反響
『ねじ式』に関しては多くの評論家や詩人、文化人などがそれぞれの立場から多くの批評を試みた。特に詩人の天沢退二郎による、『ねじ式』を「私たちの芸術」として捉えた評の反響が大きく、『ねじ式』のパロディ『おざ式』を制作した赤瀬川原平は、『櫻画報』にて天沢のこの評自体のパロディを行っている。
天沢退二郎は、「徹底したプライベートな視線に貫かれた作品空間がつげ作品の特徴だが、『ねじ式』ではその空間がさらに異様なものになっており、作者そのもののような主人公（一人称）は自らを踏み外してい空間へ入っていき、もはや作者とは思えない主人公が悪夢の中にいる。その主人公とは“悪夢の中のわれわれ”なのだ。つげ作品を読むことは、夢を見ることなのだ」と述べ、つげ作品の根源的コワサにふれ絶賛した。石子順造は“存在論的反マンガ”と呼び「自然と人間が同じ位相にあり、つげは日常のただなかにある奈落を見ている。つげの漫画は狂猥な現代の文明状況の中で生まれ死ぬしかないぼくらの生の痛みと深くつながっている」とし、つげ作品を読むことは「恍惚とした恐怖の体験をすること」だとした。白土三平作品が”唯物史観漫画として論議されたのに対し、つげ作品は「意識」「存在」「風景」「時間」といった言葉で盛んに論じられた。
夢に着想を得て漫画を描いたのは、漫画界ではつげが初めてである。これはのちに『夢の散歩』（1972年）、『ヨシボーの犯罪』（1979年）、『外のふくらみ』（1979年）などにつながっていく。また、つげの作品では初めてリアルな女性の裸体が登場するが、当時の漫画界においてもこれほどにリアルな裸体は例がなかった。権藤晋によれば、「つげの性的な何かが解放」された。そのため、それを描いたことで「思い切って描いた」「こんなエロ画を描いて人に見せた。自分を晒した」（つげ自身の言葉）という開放感を味わい、『ゲンセンカン主人』や『夢の散歩』、さらには私生活を赤裸々に描いた『つげ義春日記』へとつながっていった。

## 構想と背景

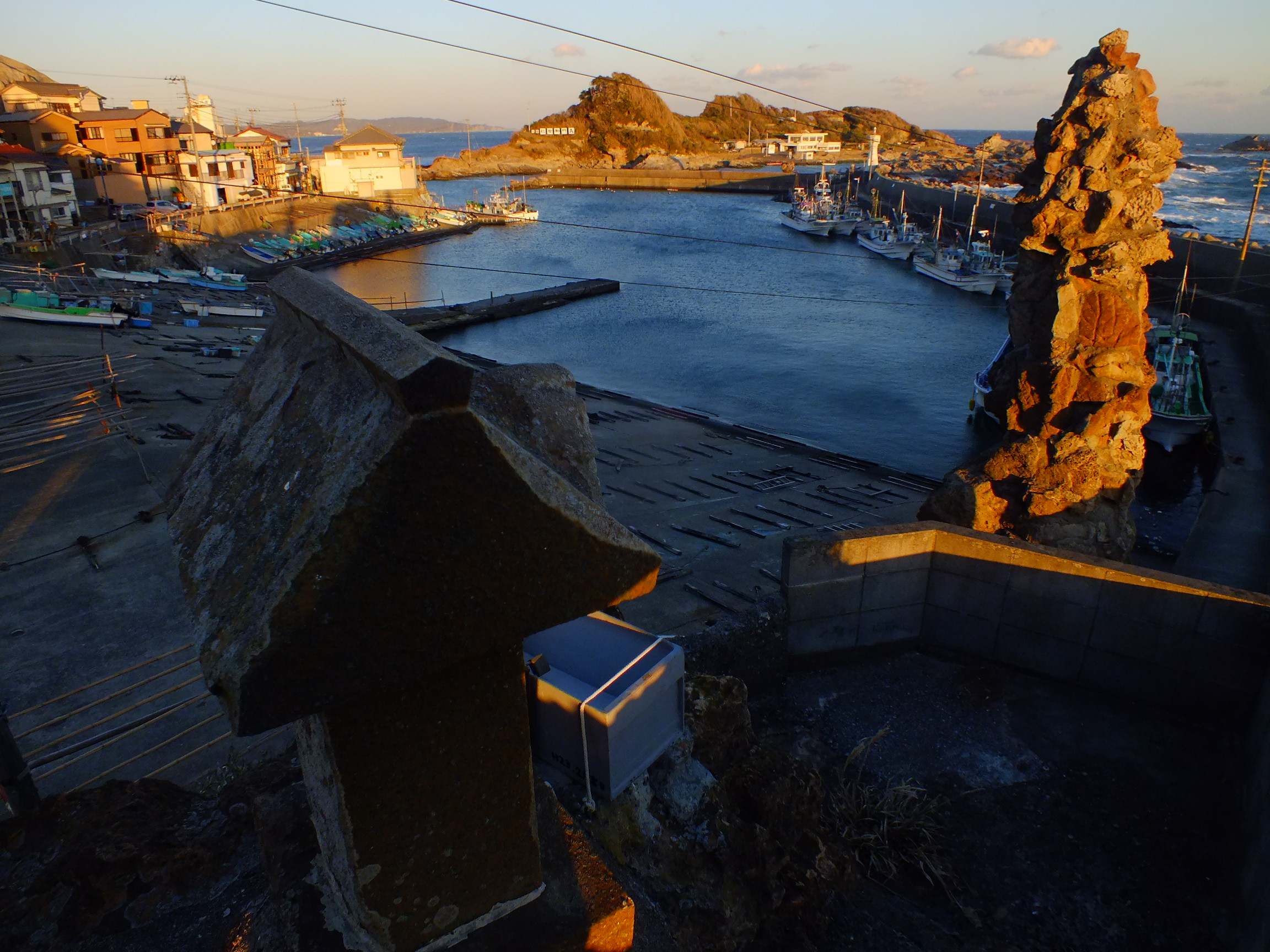
作品の舞台といわれる太海浜

この作品が生まれた背景には、つげにこだわりたいがために日本読書新聞の記者から1966年に青林堂へ転職した編集者、権藤晋（本名：高野慎三）の多大な尽力がある。当時すでに『ガロ』に『沼』『チーコ』『初茸がり』などの作品を発表し新境地を切り開いたかに見えたつげであったが、山根貞男など一握りを除き、漫画界では多くが作品に否定的であった。水木しげるも『初茸がり』は童画的でいいが、『沼』はさっぱりわからないと発言し、つげ作品を絶賛する権藤に向かって「おたくもアタマおかしいですナ」と大笑いしたという。その半年後、青林堂社員となった権藤が入社数日後に水木プロを訪問した際に初めてつげに会う。『チーコ』を描いたあと、生活費を稼ぐため自ら志願して水木プロの仕事を手伝っていた。その後、作品の評判が良くないので漫画をやめることを考えていると打ち明けたつげに対し、権藤は上述の3作品は表現の可能性を開示した作品であると考えていると述べ、早く新作を描くよう励まし続けた。その後、つげの4畳半一間のアパートの自宅に招かれた権藤は、つげとの対話の中で様々な作品の構想を聞きだした。それからのつげは毎日のように水木プロの仕事を手伝いながら、帰宅後深夜まで自身の作品に手を入れ、毎月のように完成度の高い作品を送り出した。『海辺の叙景』（1967年9月）、『紅い花』（1967年10月）、『西部田村事件』（1967年12月）、『長八の宿』（1968年1月）、『二岐渓谷』（1968年2月）、『オンドル小屋』（1968年4月）、『ほんやら洞のべんさん』（1968年6月）と続き、『月刊漫画ガロ』6月増刊号「つげ義春特集」についに『ねじ式』が発表された。

## ねじ式の元ネタと夢

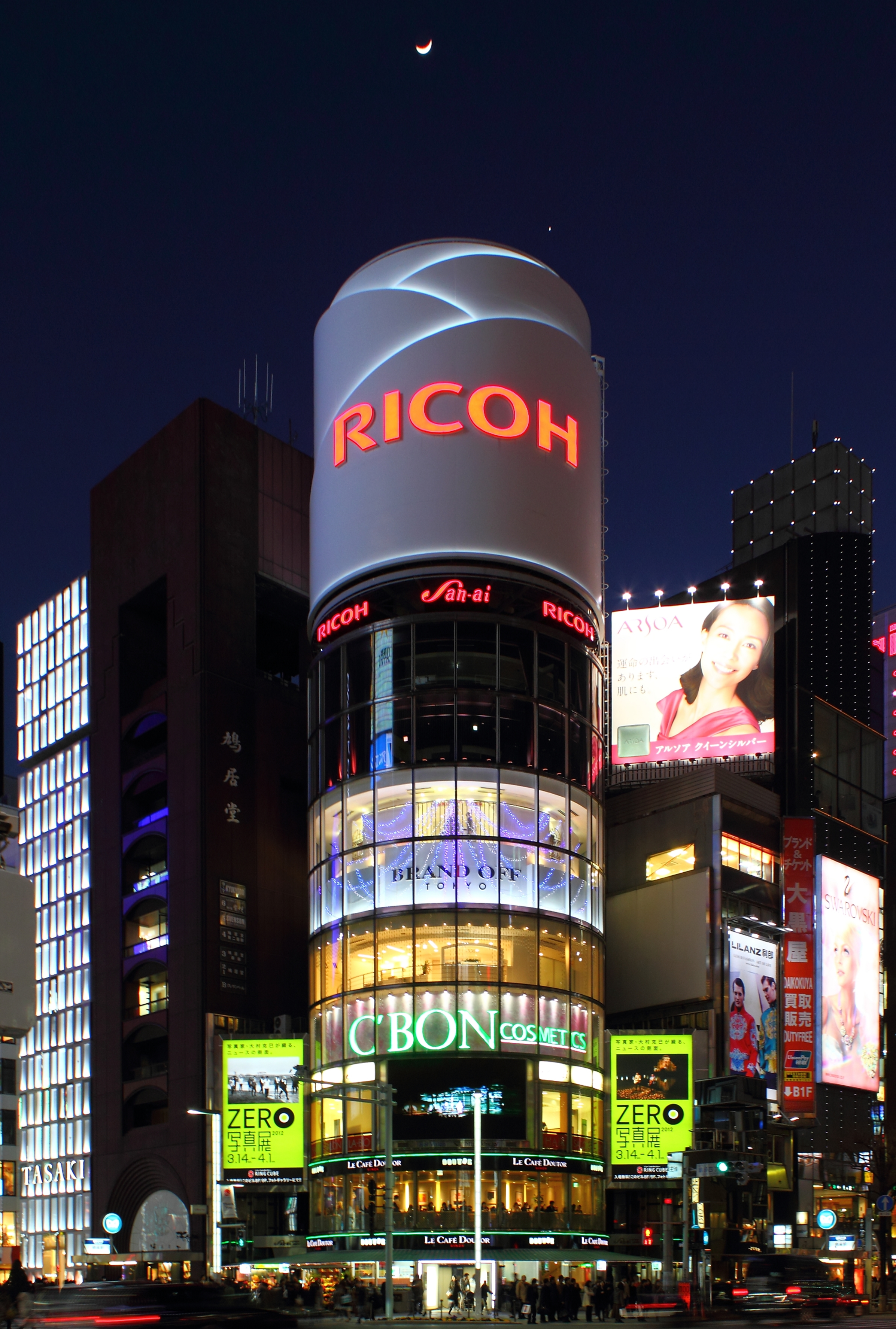
夢で女医が最上階で開業していた三愛ビル。作品に描かれた金太郎飴ビルとはかなり異なる趣。

- 冒頭近くの洗濯物が干してあるコマは、何らかの写真を元にしているとつげは語っている[4]。『スペクテイター』第41号では、 元になったとみられる写真作品が特定されている[12]。
- 旋盤工の少年が登場するが、これは昔のつげ自身である。なぜ昔の自分が出るのか、意味はない[4]。
- 機関車でドライブをする際に主人公の少年がみる風鈴があるが、これは単なる思い付き[4]。
- ラスト近くのビルの一室で開業する女医開業するビルのモデルは、銀座4丁目の三愛ビルという円筒形のビル。実際の夢では、そのビルの最上階に医者がいるのが分かったものの、入り口が見つからない。ますます焦り、ビルの1階で途方に暮れるが、いつの間にかビルに入り、医者の部屋に入っている。ただし、女医は登場せず、性的な出来事も起こらない[4]。

### 元となった写真
つげ自身が夢をそのまま描いたものではないと証言しており多くの作品で写真をもとにコマを描き込んでいたことは知られていたが、この作品においても元となった写真作品が存在しコマによってはほぼ忠実に描かれている。元となったとみられる写真作品とつげの描いたコマの双方が2018年2月発行の『スペクテイター』第41号で9点公開された。
- 少年が目の描かれた眼科の看板の立ち並ぶ建物の前を歩くコマ。

王双金『目』（1962年）及び朱逸文『目』（『フォトアート』1963年5月号）
- 「ねッ、おしえてください イシャは どこだ!」と叫び地面に横たわる少年の傍らを4人のラッパ吹きが通り過ぎようとするコマ。

エリオット・アーウィット『メキシコ』（『アサヒカメラ』1965年1月号）、青野義一『緩慢な殺人』（『アサヒカメラ』1962年12月号）
- 高野慎三が松本清張説を疑っていたスパナ男のコマ。

木村伊兵衛『知里高央』（「新・人間」より、『アサヒカメラ』1965年7月号）
- 「当然静脈は切断された」とのセリフのシーンに描かれた朽ちた流木。

掛川源一郎『熊のシャレコウベ』（「アイヌの祭り」より『フォトアート』1965年4月号）
- 少年が「ぼくは出血多量で死ぬかもしれない」と呟きながら無数の十字架のような木に干された洗濯物の間を歩くコマ。

藪出直美『干し物のある浜』（『カメラ毎日』1963年11月号）
- 「僕は必死になって医者を探しているのです」と少年が言い、老人が「するとお前さまはイシャを探しているのだね」と答えるコマ。

鹿島忠一『祭礼の日』（『フォトアート』1965年4月号）および千田光芳『祭礼の日』（『カメラ毎日』1965年3月号）
- 「しかしこの車はもと来た方向へ走っているではないか」と少年が話すシーンに斜め横方向から描かれた蒸気機関車。

慶應義塾大学鉄道研究会「阿里山森林鉄道」（「写真紀行 台湾の汽車」より『鉄道ファン』1966年8月号）
- 産婦人科医が「ここは男のくる所ではありません」と話すコマ。

高木尚雄『壁画のある家』より（『フォトアート』1964年4月号）
- モーターボートのラストシーン。

北井三郎『しぶきとかぜ』（『日本カメラ』1963年7月号）

### 文学作品との直接的な関係
- 「きみはこう言いたいのでしょう」「イシャはどこだ!」というセリフは、寺山修司の散文詩『ロング・グッドバイ』の「つまりあなたは/こう訊きたいのですね/駅はどこだ、と」と近似性が高い[13]。
- 井伏鱒二に関しては、『ガロ』に描き始めたころに親しくなった赤目プロのマネージャーに勧められて『言葉について』を読み、その影響で『沼』『紅い花』『もっきり屋の少女』に方言を登場させたことをつげは認めている。さらにこの『言葉について』が収録されている新潮文庫『山椒魚』には『巧助のいる谷間』『岬の風景』『へんろう宿』『シグレ島叙景』などの作品名が見え、つげ作品のものとほとんど区別がつかないタイトルであり、影響のほどがしのばれると可児洋介は指摘する[13]。

## 追体験

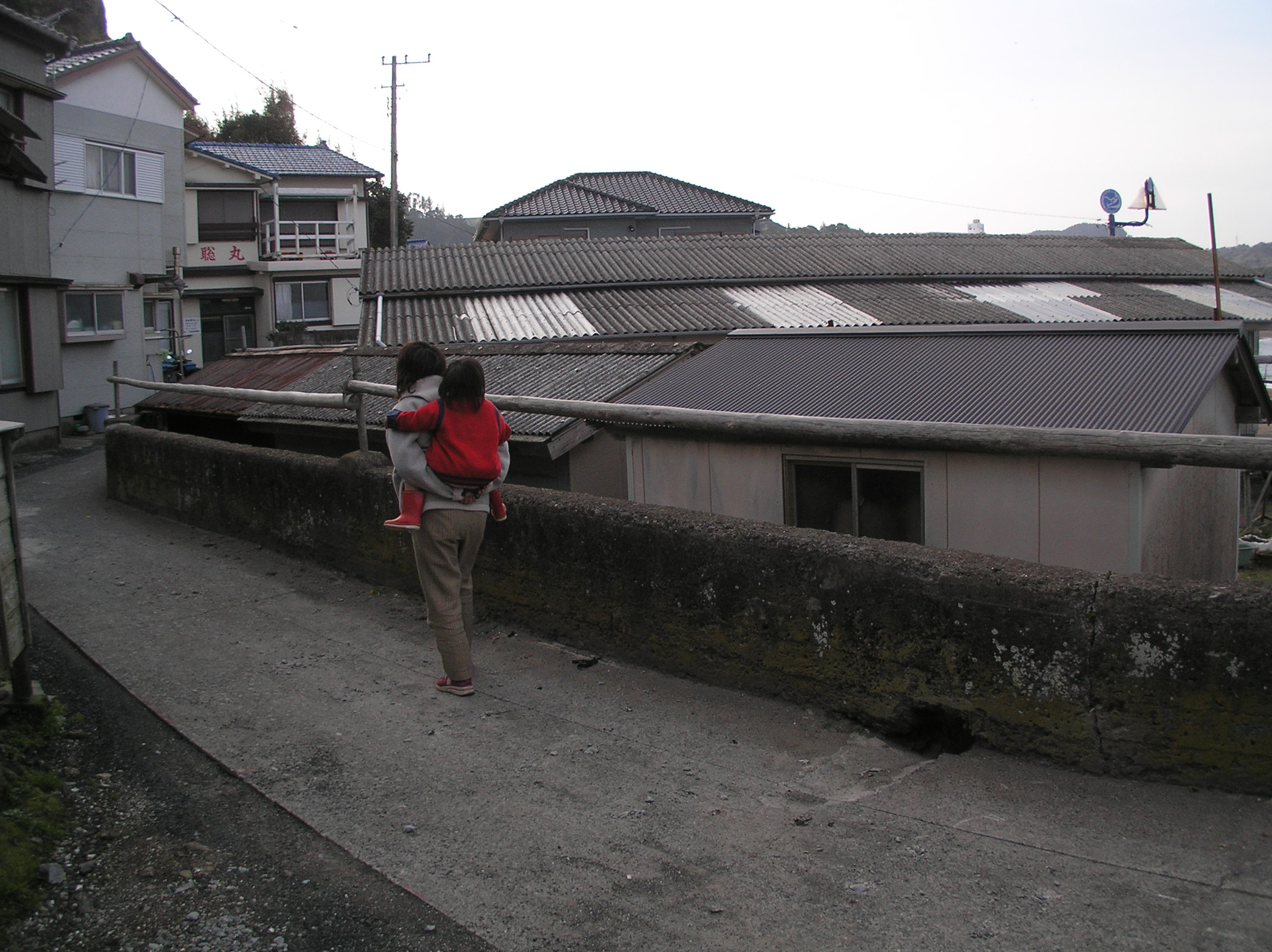
太海漁村

つげは発表の翌年、偶然にこの作品によく似た出来事を現実世界で追体験する。
1969年、つげは妻、藤原マキを伴い作品の舞台ともなった太海をはじめ鴨川、大原を旅するが、太海の機関車が民家の路地から現れる場所のすぐそばの宿で正体不明の毒虫に右足の甲を刺され、医者を求めてさまよい歩くことになる。日曜日だったため休日診療の医院を訪ねるが、満員でよそ者を見る無遠慮な視線に対人恐怖症のつげはひるみ、玄関を出て地面にべったり座り込んでしまう。
その後、タクシーや徒歩で鴨川、大原周辺をさまよい、案内されたのは、偶然にも昔、弟が熱湯を口に含み大やけどを負った際に診てもらった耳鼻咽喉科であった。虫の正体は分からずじまいで女医ではなく老医師に注射を1本打たれる。
帰宅後の翌日、近くの医者へ行ったところ、照明が青白く秘密めいた雰囲気の部屋でベッドの横になり4人の看護婦に取り囲まれ、手術をされるのかと恐怖を覚える。汚れた足を看護婦に消毒液で拭かれ、細い指のしなやかな感触に怪しげな気分を味わう。

## ねじ式展
- 2019年10月30日-12月1日、東京カルチャーリサーチ（六本木ヒルズ森タワー52階） にて、『ねじ式展』が開催される。『ねじ式』の原画が展示されるほか、映像作家 森翔太によるつげ義春の『ねじ式』をオマージュした動画作品の上映やトークイベント、期間限定・詳細非公開の招待制シークレットバーが開催される[15]。

## その他

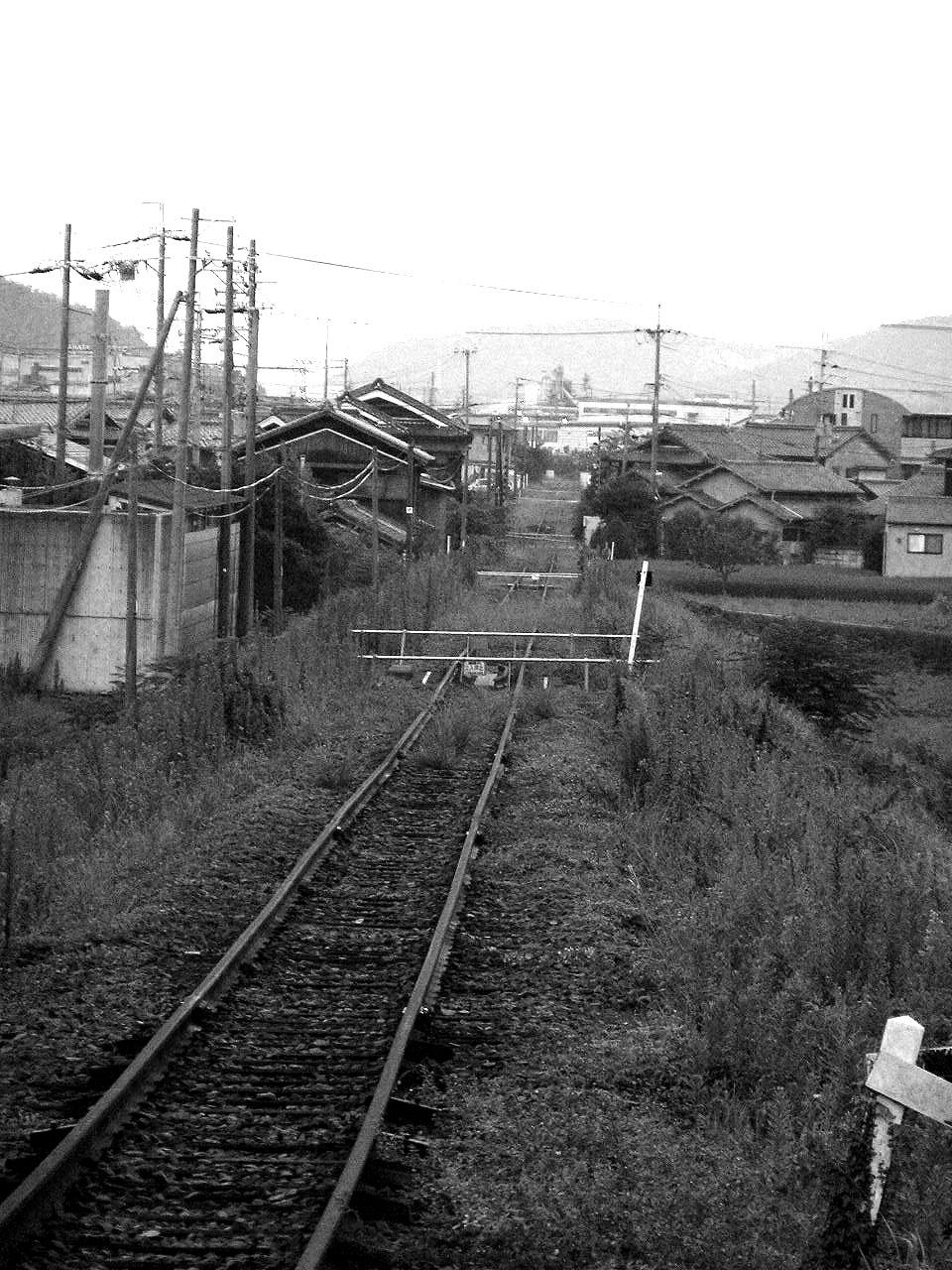
主人公の少年を隣村まで連れてゆくために、キツネの面を付けた少年が運転する機関車が走る線路は廃線のような線路であった。

- 後に少年の顔を書き直している。作者は下手と感じたという理由であるが、変えないほうがよかったかもしれないとも語っている[4]。
- 1989年にツァイトによりパソコンゲーム化された。『ねじ式 (ゲーム)』を参照。
- 1998年に石井輝男監督により映画化されている（後述）。
- 有名な作中の「メメクラゲ」とはつげが「××クラゲ」と原稿に表記したものを権藤が勘違いして写植したもの。誤植の歴史に名を残している。だが、つげはこの誤植について、権藤に「メメクラゲのほうが作品に合っているような気がするね。」と語ったという。
- 発表後、多くの漫画家によってパロディ化された。代表的なものは長谷邦夫による『バカ式』、赤瀬川原平による『おざ式』、蛭子能収による『さん式』、江口寿史による『わたせの国のねじ式』など。また『ポケットモンスター』のメノクラゲは名前がメメクラゲからきている。
- 西尾維新によるライトノベル作品「〈物語〉シリーズ」に登場する忍野メメの名前の由来もメメクラゲからきている。
- ガロ作家の淀川さんぽが企画した自主制作のアニメーション作品が70年代に製作されており、原作に忠実なアングラ感漂う仕上がりになっている。本編の映像ソフトは、VHSビデオが幻堂出版より少数頒布されている。
- 芸術家の村上隆の特撮映画『めめめのくらげ』の題名は「メメクラゲ」に着想を得ている[16]。

## 評価・分析

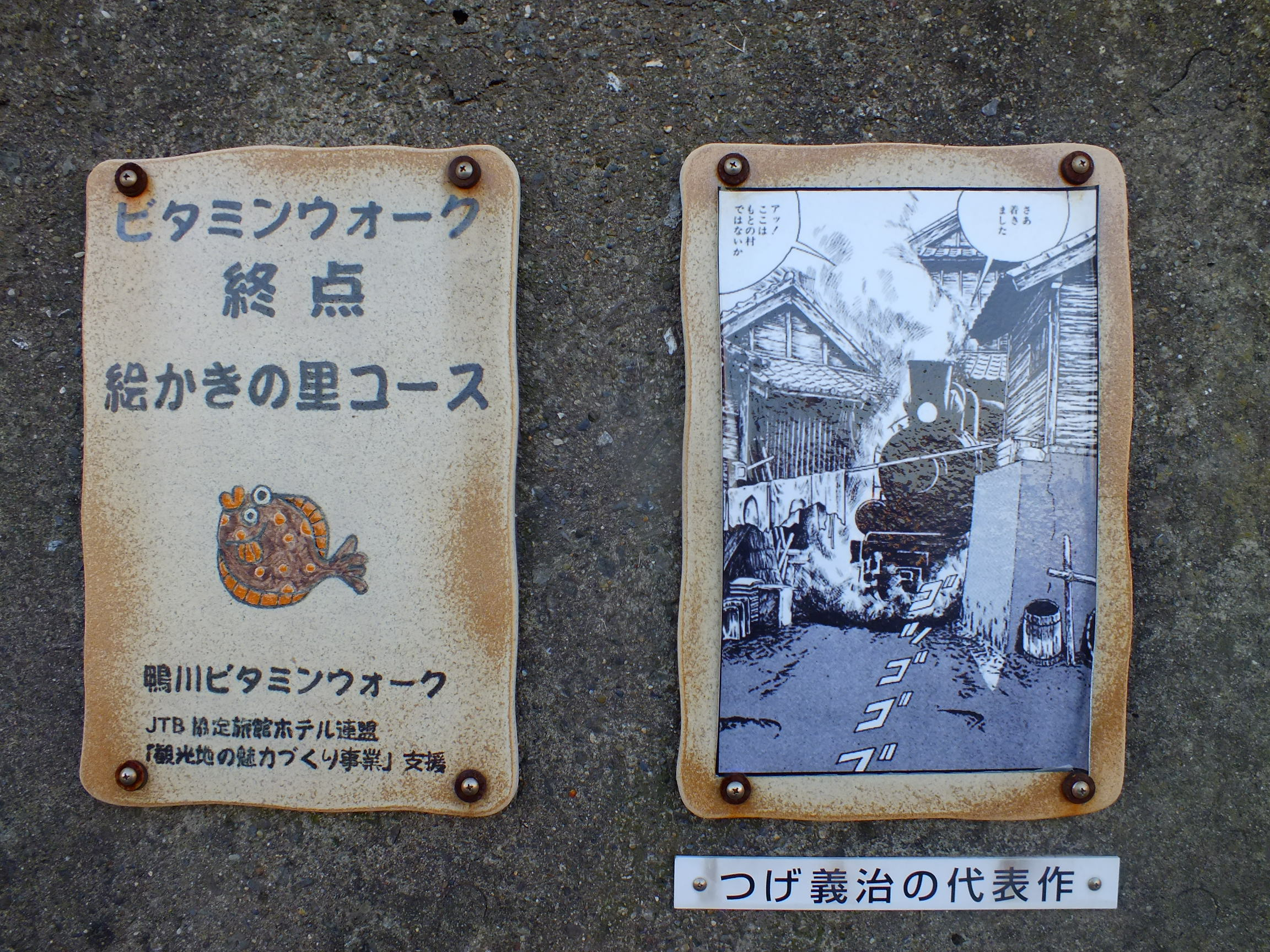
『ねじ式』の舞台となったといわれる太海は、現在「鴨川ビタミンウォーク絵かきの里コース」の“終点”に指定され、機関車が住宅の中に現れるシーンの場所にはこの看板が掲げられ、つげ義春聖地巡礼を志すものが引きも切らない（「つげ義春」が「つげ義治」と誤植されている。その後、修正された）

- 高野慎三 - 初めの構想と出来上がった作品は様相を一変させており、その一件でも私は、つげの力量に驚嘆せざるを得ない[18]。
- 樋口和彦（宗教心理学者） - 「ちくしょう目医者ばかりではないか」と言いつつ医者を探すときに、目医者の看板が6つも向いているが、この目は対人恐怖症の世界をよく現している。この人は描くために絵を描くのではなく、自分の癒しのために絵を描いたのだろう。だから寡作なのだ。どの絵もその人の心と直接に接触していると思える。この作品は、夢を元に描かれたと言われるが、夢というのはそのデタラメさが本領であり、そのデタラメさの故にそれに束縛され迫力があるのだ[19]。
- 福島章（精神科医） - 『ねじ式』は、締め切りに追われ、夢をそのままやけくそで描いたと作者は回想するが、『ねじ式』の夢と『夢日記』などの夢を比較すれば、額面通りには受け取れない。着想が夢であったとしても、その夢の内容をひとつの作品に構成する意志の存在が、この夢物語を「作品」にまで引き上げているのだから[20]。
- 澁澤龍彦 - 『ねじ式』が出たとき、大喜びして「これはいいんだー」と大騒ぎした[21]。
- 押井守（映画監督） - 『ねじ式』は、元々が「引用」の寄せ集め。だから引用しやすい。代表作とは必ずしも質的な最高傑作ではなく、どれだけ引用され語られたか、その数で決まるとも言える。『ねじ式』は、解釈欲をそそる「解釈したくなる作品」。でも、深い意味があるよう思わせる傑作。作者は「伏線を張り裏読みを仕掛けた」のでなく、これは所謂「無意識の力」。この作品は、絵と言葉が無意識のもと見事に合体した稀有な例[22]。
- 池上遼一 - 背景も見開きの汽車の絵も水木プロダクションにいた時の経験が生きているし、路地から汽車が出てくるシーンも何となく水木しげるのタッチだ。発想はつげ独自だが、絵のスタイルは水木の影響がある。椎名麟三の『深夜の酒宴』につげ作品に似た雰囲気がある。だから小説でもストーリー性の強いものにはもう既にあまり興味はなかったんじゃないか[23]。
- 赤塚不二夫（旧友） - 完全なナンセンスとして成立していて、突出していた。だからって、この作品が、世に問うといった問題作でもないし、社会的な現象をとり入れてかかれたものでもなかった。むしろ、そういったものから完璧に孤立してるんだね。その孤立ぶりに衝撃を受けたといっていいだろう。これは結論的な作品だぜ。これをかいてしまったなら、あとがない。ぼくだったら、机の中にしまっておき、適度なナンセンス作品でお茶をにごしておくよ[24]。

## 書籍情報
- 月刊漫画ガロ増刊号「つげ義春特集」 （青林堂 1968年6月）※初出誌
- つげ義春作品集 （青林堂 1973年7月）※75年6月改訂
- ねじ式 （小学館文庫 1976年4月）※94年12月改訂
- つげ義春全集6「ねじ式・夜が掴む」 （筑摩書房 1994年2月）
- ねじ式 つげ義春作品集 （青林工藝舎 2000年6月）※18年1月改訂
- つげ義春自選集1「ねじ式」 （嶋中書店 2002年10月）
- つげ義春傑作選1「ねじ式」 （嶋中書店 2003年5月）

## 映画
1998年公開。石井プロダクション制作。
売れない貸本漫画家の青年、ツベ（浅野忠信）が貧困と虚無感から逃れるように、あてもない放浪の旅に出る様子を描く。主人公のツベの足取りを追う放浪記的な形式を取っており、『ねじ式』や『もっきり屋の少女』『やなぎ屋主人』など複数の作品を映像化したオムニバス作品である。『やなぎ屋主人』の作中にも登場する、映画『網走番外地』を撮った監督、石井輝男が自ら『やなぎ屋主人』を制作するという点でも話題になった。
『ねじ式』の街の看板や『もっきり屋の少女』の居酒屋内の貼り紙などは、細部丁寧に再現されている。

### 出演
- ツベ - 浅野忠信[25]
- 国子 - 藤谷美紀[25]
- 看護婦 - 藤森夕子[25]
- 木本 - 金山一彦[25]
- もっきり屋の少女（コバヤシチヨジ） - つぐみ[25]
- やなぎ屋の娘 - 藤田むつみ[25]
- ヌードの女 - 青葉みか[25]
- 女医 - 水木薫[25]
- 村の飲み客 - 杉作J太郎、海原由樹[25]
- 娘の母 - 三輪禮子[25]
- ロイド眼鏡の男 - 原マスミ[25]
- 村長 - 高野慎三[25]
- セパード（小次郎） - 広崎哲也[25]
- 医師 - 三木秀則[25]
- 金太郎飴売り - 清川虹子（特別出演）[25]
- 駅員 - 砂塚秀夫[25]
- 家主 - 丹波哲郎[25]

### スタッフ
- 監督・脚本 - 石井輝男
- 原作 - つげ義春
- プロデューサー - 石井輝男、小林桂子
- 撮影 - 角井孝博
- 照明 - 野口素胖
- 録音 - 曽我薫
- 美術 - 松浦孝行
- 音楽 - 瀬川憲一
- 編集 - 神谷信武
- 助監督 - 三木秀則
- 監督助手 - 広崎哲也、海原由樹、貞明靖教
- 製作 - 石井プロダクション

### ソフト化
2003年にケイエスエスからDVDが発売されている。レターボックスでの収録。